# Pristimantis balionotus
Pristimantis balionotus es una especie de anfibio anuro de la familia Craugastoridae.

## Distribución
Esta especie es endémica del sur de Ecuador. Habita en las provincias de Zamora-Chinchipe y Loja a unos 2.800 m de altitud sobre el Abra de Zamora.

## Descripción
Los machos miden de 21.8 a 22.2 mm y las hembras 27.1 a 29.1 mm.

## Publicación original
- Lynch, 1979 : Leptodactylid frogs of the genus Eleutherodactylus from the Andes of southern Ecuador. Miscellaneous Publication, Museum of Natural History, University of Kansas, vol. 66, p. 1-62[5]